# 부시 메모리얼 스타디움
부시 메모리얼 스타디움(Busch Memorial Stadium)은 미국 미주리주 세인트루이스에 위치한 야구장이다. 과거 MLB 세인트루이스 카디널스와 NFL 세인트루이스 카디널스, 세인트루이스 램스의 홈구장으로 사용했다.
| 메이저 리그 베이스볼 올스타전 개최 경기장 |                      |                   |
| 1965년                                    | 1966년 부시 스타디움 | 1967년            |
| 메트로폴리탄 스타디움                     | 1966년 부시 스타디움 | 애너하임 스타디움 |
|                                           |                      |                   |
|                                           |                      |                   |